# Avaro
Ne doit pas être confondu avec L'avaro.
Le avaro est un pain traditionnel non levé, préparé spécifiquement dans les îles Tuamotu en Polynésie française. Il est réalisé en général pour les grandes occasions et pour les repas dominicaux d'après la messe.
Il ne doit pas être confondu avec le faraoa 'ipo, le pain de Tahiti, qui est cuit dans de l'eau de noix de coco.

## Composition et préparation
Préparé sans levure, le avaro est un pain composé de trois ingrédients : la farine, l'eau ou le lait de noix de coco (et la pulpe selon les recettes, faisant alors du pain une sorte de gâteau selon les proportions ajoutées à la pâte) et du sucre en petite quantité. Le pain est cuit à l'étouffée toute la nuit (environ dix heures) dans un récipient fermé (de type marmite ou cocotte), mis seul dans un four tahitien traditionnel à braises sans feu ou ahima'a.